# Le Chef-lieu d'Orelle
Le Chef-lieu d'Orelle, Le Chef-lieu o semplicemente Orelle, è una frazione del comune francese di Orelle situata in Savoia nella regione dell'Alvernia-Rodano-Alpi.
Il paese si distingue dalle altre frazioni di Orelle perché è il centro storico di questo comune nonché il cuore della parrocchia di Saint-Maurice d'Orelle.

## Toponomastica
La toponomastica di Orelle è identico a quello del comune di Orelle, poiché le influenze urbanistiche e amministrative di questa frazione si estendevano su tutto lo spazio dell'attuale territorio comunale,.
Tuttavia, in termini geografici, la chiesa di Saint-Maurice d'Orelle ha una statua di Aurélien de Lyon, che a volte ha dato la deformazione locale di " Saint-Aurelle,,,,.

## Geografia e urbanistica

### Geografia e localizzazione
La frazione del Capoluogo di Orelle ha un'altitudine relativamente uguale sulla sua superficie a 1 000 metri : 45° 12′ 37″ N, 6° 32′ 01″ E,.

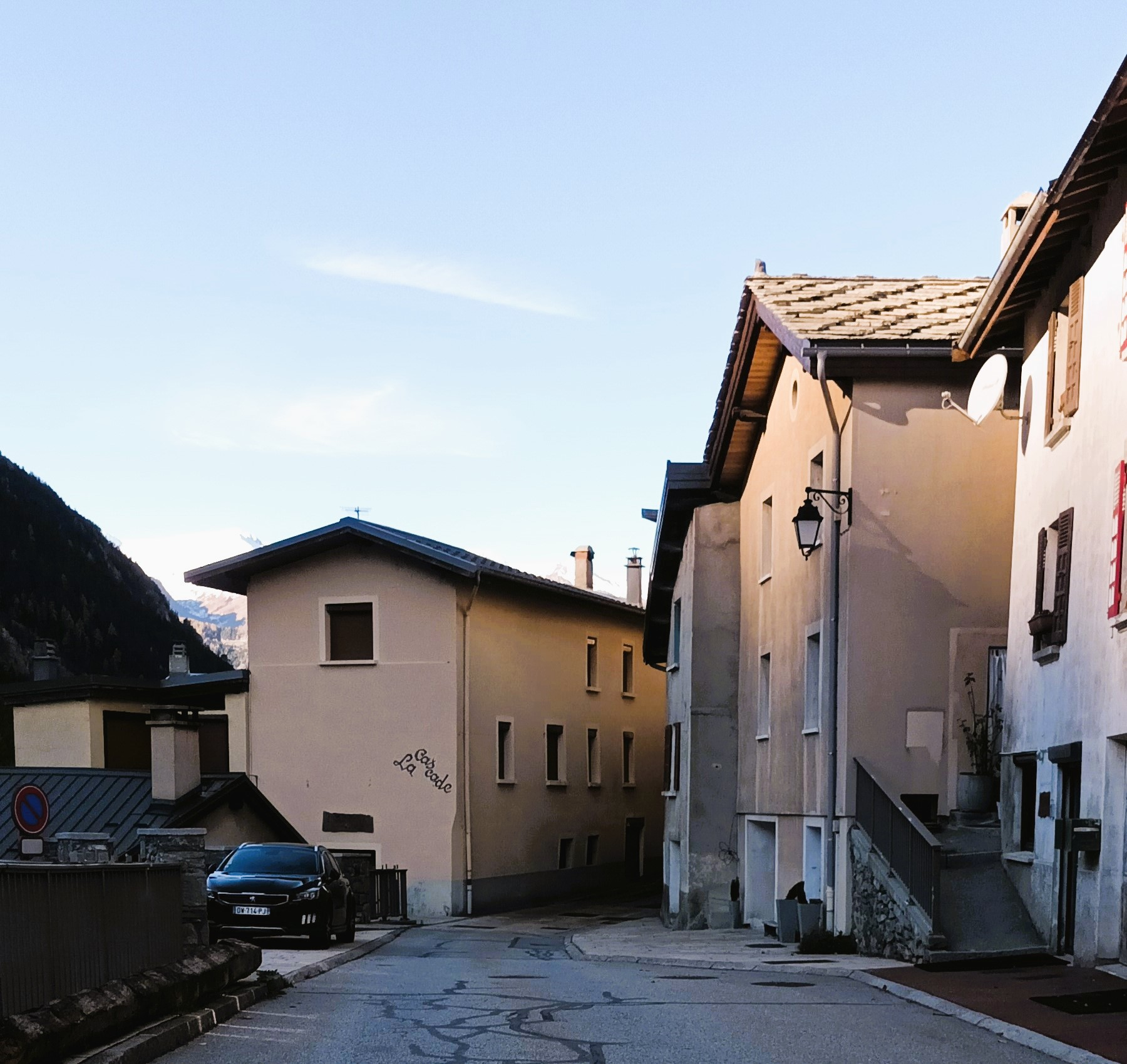
Vista dell'ingresso orientale del villaggio.
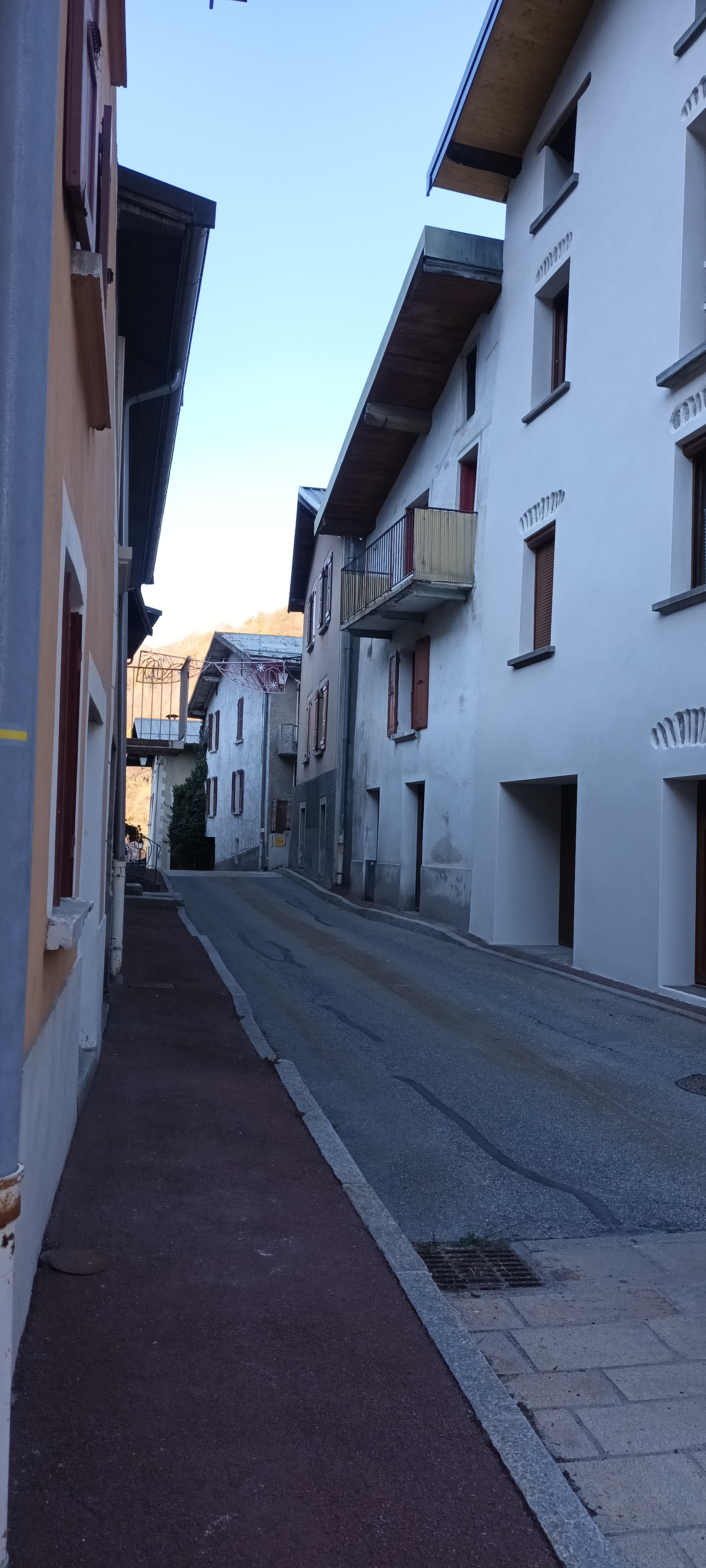
Via principale del villaggio.
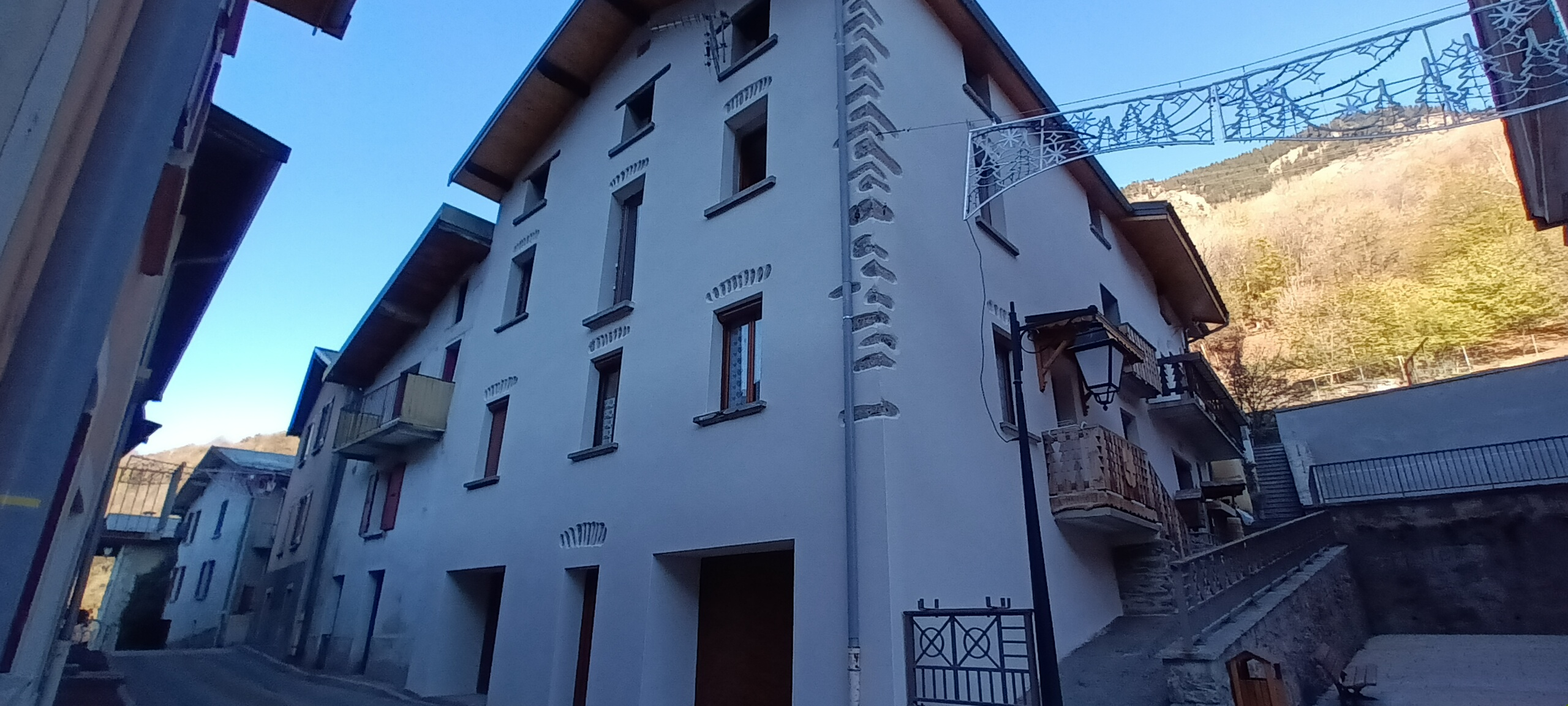
Edifici in Place des Nobles di Albert d'Orelle.

### Urbanistica e caratteristiche
Il borgo è uno dei villaggi più antichi di Orelle, con molti edifici tradizionali (la maggior parte ancora abitati) e un patrimonio culturale,.
È composto da una cinquantaine di abitazioni (case singole e piccoli edifici) e serve aree culturali come il campo da tennis comunale, il municipio di Orelle, lo stadio di Orelle, il campeggio comunale, numerosi parchi giochi o campi di bocce,,,,,,,,.
Il capoluogo di Orelle è il capoluogo del comune di Orelle poiché ospita il municipio del comune,.

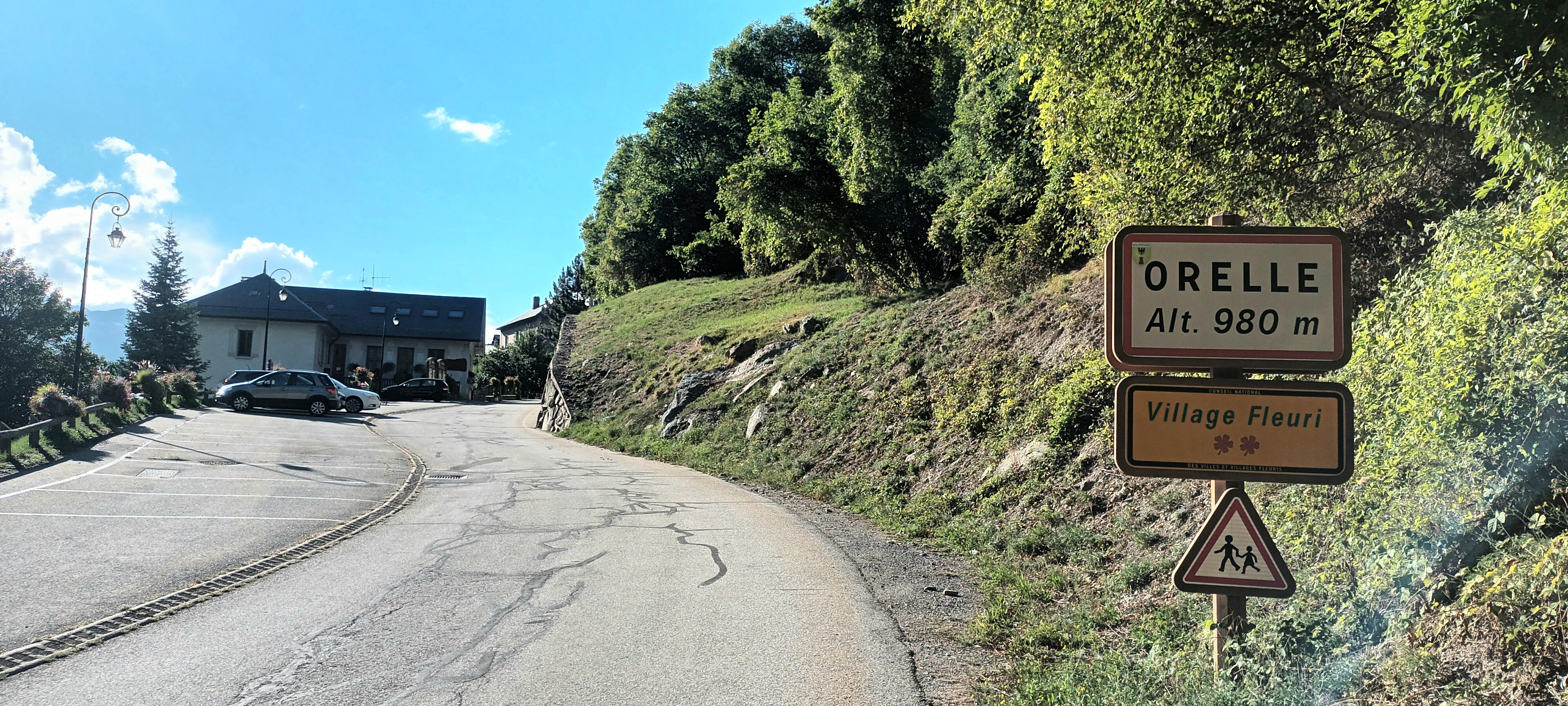
Ingresso orientale del villaggio.
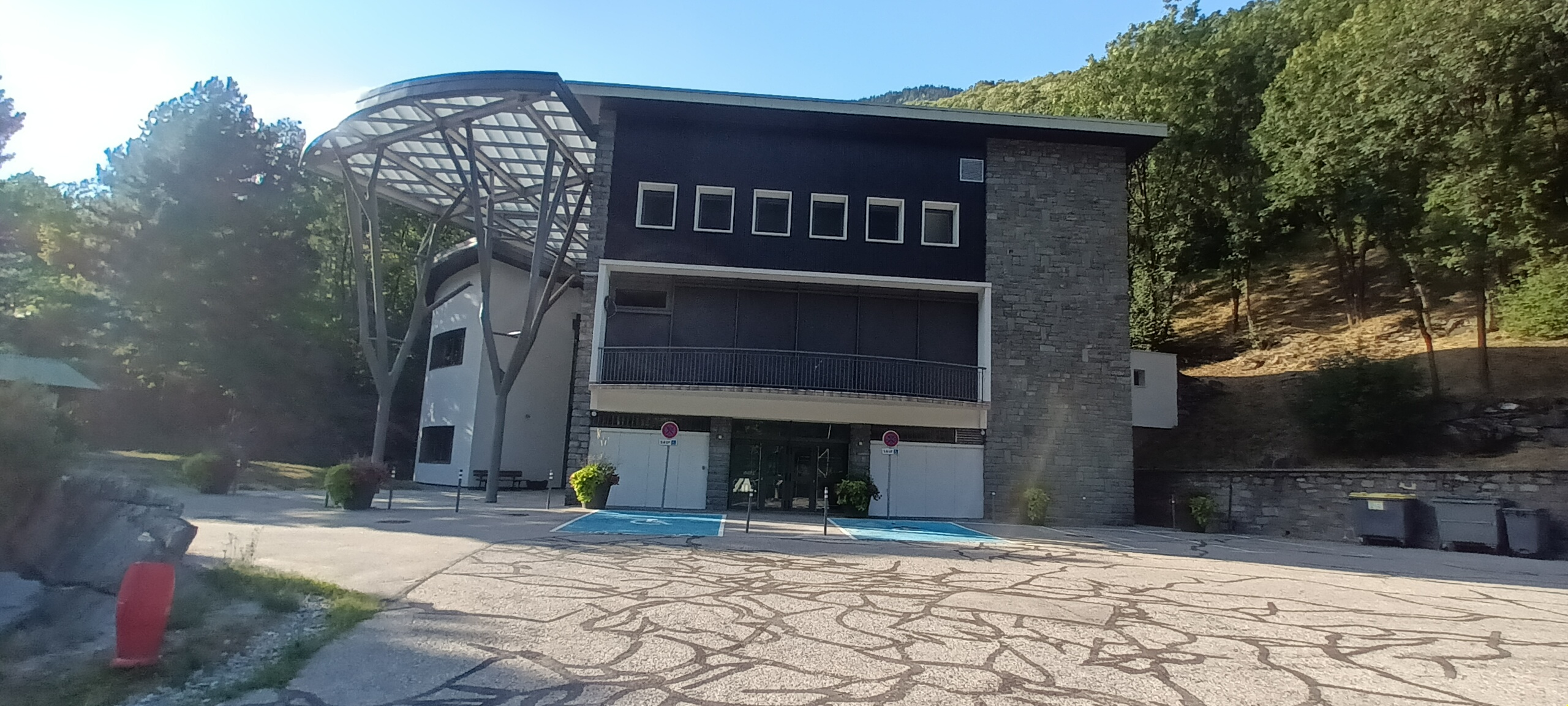
Municipio di Orelle.
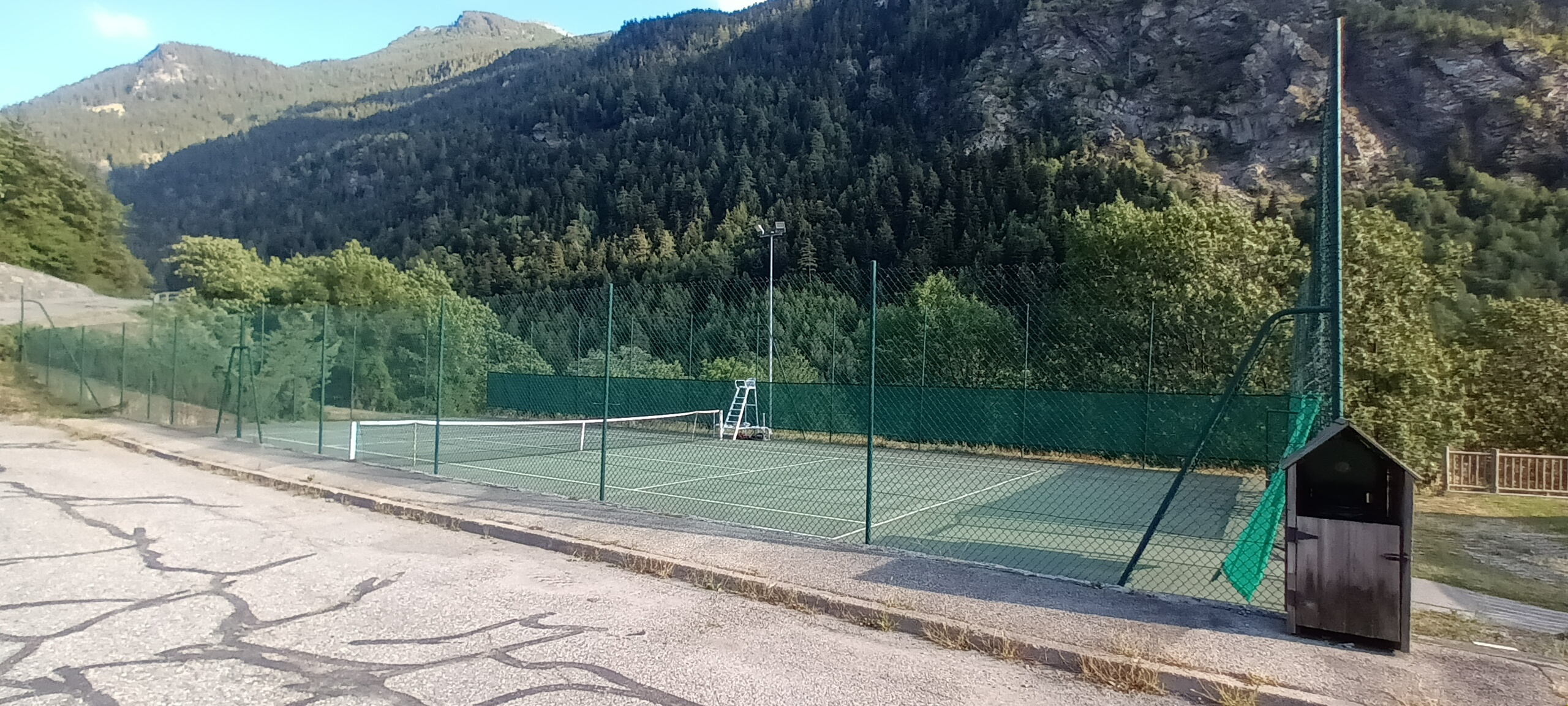
Campo da tennis comunale.
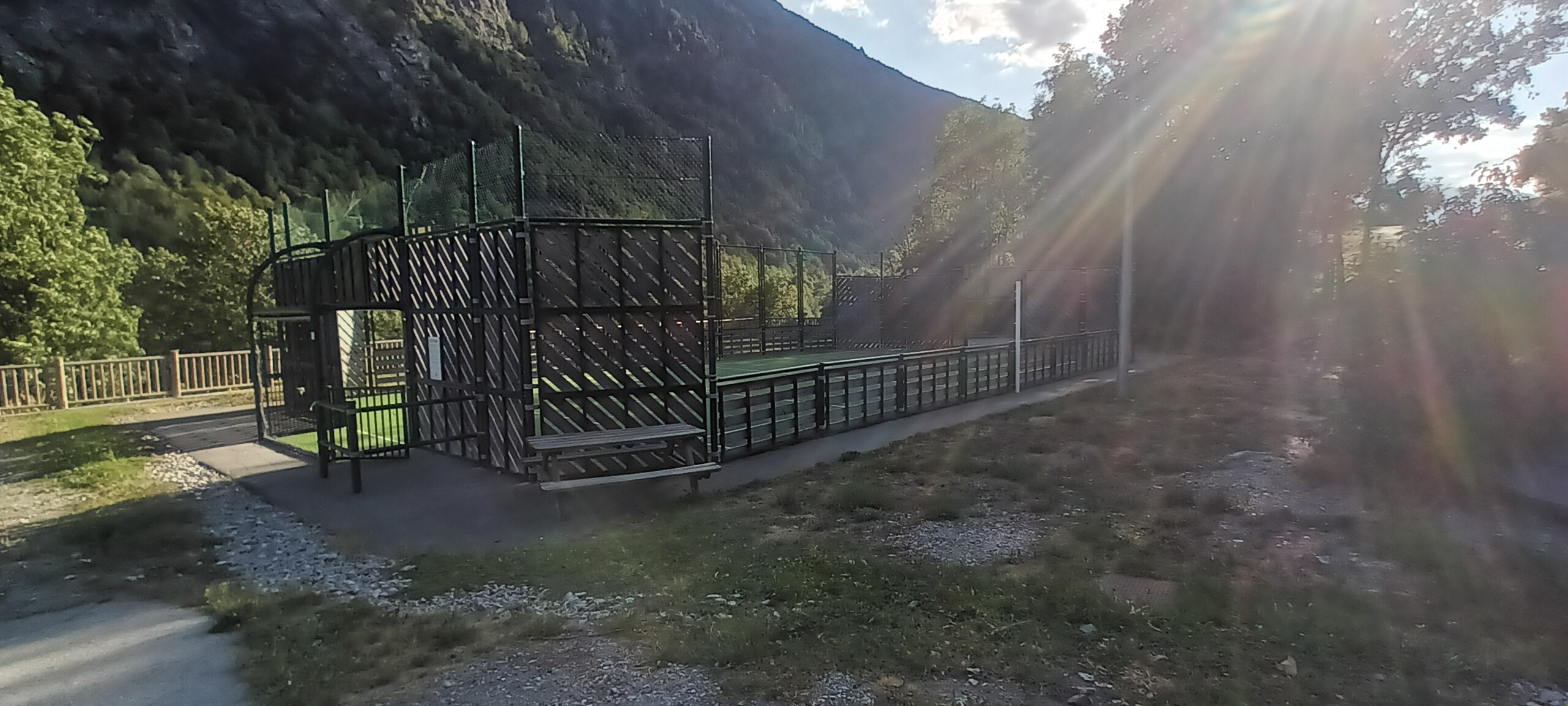
Campo polisportivo comunitario.
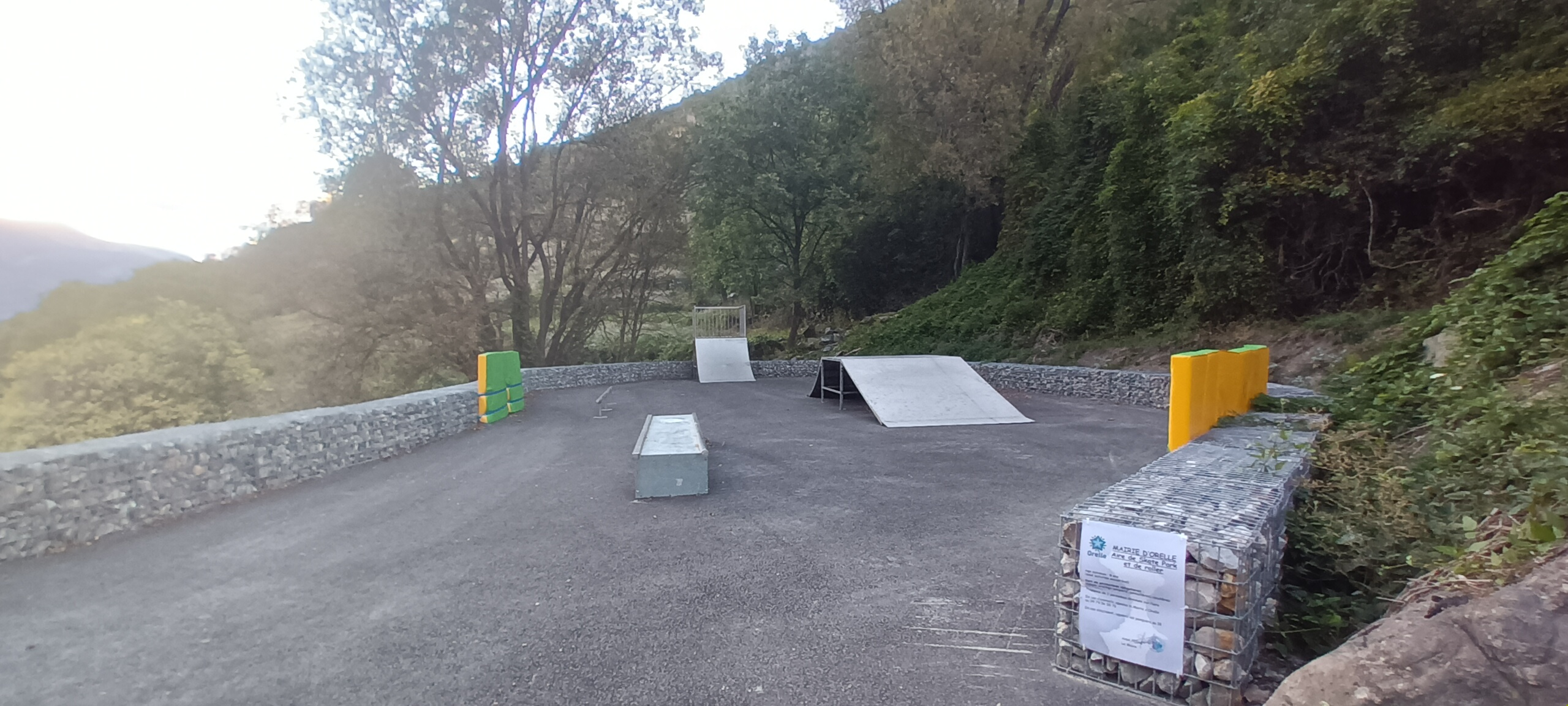
Skatepark Orelle.

## Storia

### La parrocchia cattolica di Saint-Maurice d'Orelle
Quando la chiesa di Saint-Aurelle fu distrutta da una valanga di pietre durante l'anno 1412, la chiesa di Saint-Maurice d'Orelle fu edificata nel Capoluogo con la nascita della nuova parrocchia di Saint-Maurice d'Orelle.
Il paese ha la sua piazza principale, davanti alla chiesa : Place des Nobles di Albert d'Orelle. Infatti, la nobile famiglia di Albert proveniva dalla parrocchia di Saint-Maurice d'Orelle, nobilitata nel 1635. Il suo stemma è presente sopra una porta di una casa al centro della frazione del Capoluogo di Orelle [1].
La nobile famiglia di Albert, o Dalbert, originaria della parrocchia di Saint-Maurice d'Orelle, fu nobilitata nel 1635. Il suo stemma è presente sopra una porta di una casa del paese, al centro della frazione di Chef-lieu [1].

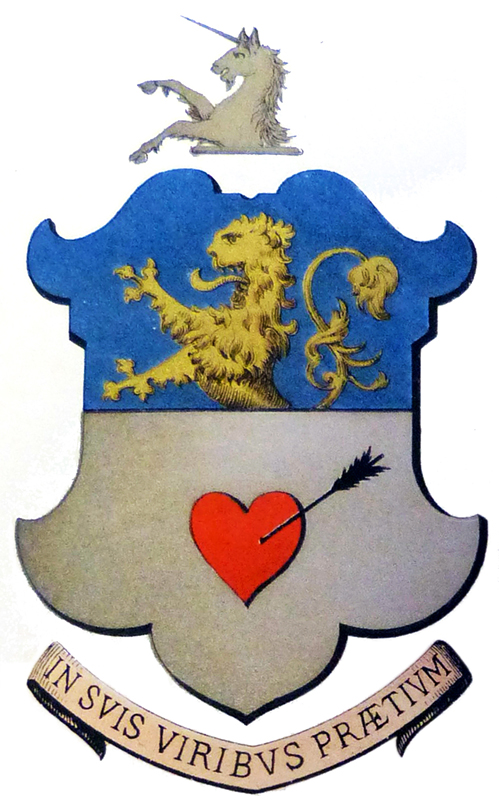
Stemma e motto della famiglia Albert.

Maître Pierre Albert è un notaio ducale. Nel 1625 e nel 1630 svolse l'ufficio di castellano a Saint-Michel-de-Maurienne, che allora equivaleva alla professione di curatore fallimentare e procuratore municipale. Era anche un agricoltore delle entrate ducali nel mestralie di Saint-Michel-de-Maurienne, che era vicino al rango di nobiltà.
Pierre Albert lascia una cospicua fortuna a suo figlio, Jean-Balthazard : questo fa un secondo passo verso la nobiltà perché sposa la giovane donna Philiberte, figlia del nobile Antoine de Mareschal de Luciane, signore del castello di Saint-Martin-de-la-Porte . Il contratto di matrimonio è firmato 2 settembre 1634 mentre i brevetti di nobiltà furono concessi dal duca Victor-Amédée I in poi16 août 163516 agosto 1635 . Da quel momento in poi, la famiglia di Albert, con la particella " di » d'ora in poi precedendo il nome di « alberto », costituivano le sue armi che erano : Per fess, Azzurro un leone Or issuant e Argent un cuore Rosso colpito da una freccia Sable per lo stemma di famiglia, per motto : In suis viribus pretium, che è un'esplicita allusione al lavoro e all'abilità del padre e del figlio di Alberto, di cui questa elevazione era la ricompensa, e per stemma : un unicorno d'argento [1].
Jean-Balthazard d'Albert e Philiberte d'Albert ebbero otto figli, tra cui Antoine che sposò Claudine, figlia di Joseph Arestan, barone del castello di Montfort a Saint-Sulpice, signore di Chamoux-sur-Gelon, Betton-Bettonet, Montendry e Montgilbert.
Joseph, figlio di Antoine d'Albert, signore di Vimines, nacque nel 1722. Joseph d'Albert sposò Cécile, figlia dell'avvocato Didier de Saint-Michel nel 1748 : lui aveva 26 ans, lei 22 ans . Nel 1783 i due coniugi vendettero tutti i beni che ancora avevano nella Maurienne, ma Joseph d'Albert ottenne i diritti su Chamoux rivendicando un diritto assoluto su Bois-Seigneur. Stanno crescendo una figlia : Marie-Marguerite, nata nel 1749, e due figli : Simon-Antoine, barone de Chamoux, nato nel 1754, e Jean-François, barone de Montendry, nato nel 1758. Ci sono tracce di altre nascite come : Joseph nel 1751, Josepha nel 1752, Claudia all'inizio del 1755, Josepha-Claudia alla fine del 1755. Cécile d'Albert morì a Chamoux-sur-Gelon nel 1789, 61 ans . ; è sepolta nella chiesa del paese.
il2 septembre 17912 settembre 1791 , un brevetto conferito il titolo di barone al signore di Chamoux-sur-Gelon.

### Le confraternite della parrocchia di Saint-Maurice d'Orelle
La parrocchia di Saint-Maurice d'Orelle ha come capoluogo il Capoluogo di Orelle ed è composta da dieci confraternite o pie associazioni, nel 1878. I loro numerosi membri rinnovano regolarmente i loro dipendenti e dignitari.

Blasone della Confraternita dell'Arca dello Spirito Santo.

- La Confrérie du Saint-Esprit, a cui sono destinati molti lasciti, attraverso pezzi artistici o edifici del comune, è nata dalla libertà comunale : questa associazione, con un unico fine fraterno, incarna quindi gli ideali di Orelle, sotto un'espressione viva e per mutuo aiuto. La Confraternita dello Spirito Santo è amministrata da uno o anche due priori, eletti dalla popolazione, che devono coltivare i beni dell'organizzazione. Devono anche riscuotere i debiti, presiedere alla distribuzione di dette elemosine e, infine, provvedere al necessario per nutrire i confratelli nel giorno di Pentecoste . Fino all'anno 1789 esisteva una Confraternita dello Spirito Santo in molte frazioni di Orellin, come il capoluogo di Orelle, Bonvillard, La Fusine, Noiray, Orellette e Poucet. Durante la stesura degli inventari comunali tra gli anni 1793 e 1794, troviamo il nome dei Priori in ogni casale : “ Fontana " e " Francoz " nel Capoluogo di Orelle, " Blaix " e " Charvoz » a Bonvillard, « da Alberto » a La Fusine, « Dal forno » a Noiray, « bardo "Al pollice", Deymonnaz ad Orelle. Questi sono diventati " Avvocati di proprietà del villaggio nel 1810 [29],[22]. La Beata Vergine del Rosario .

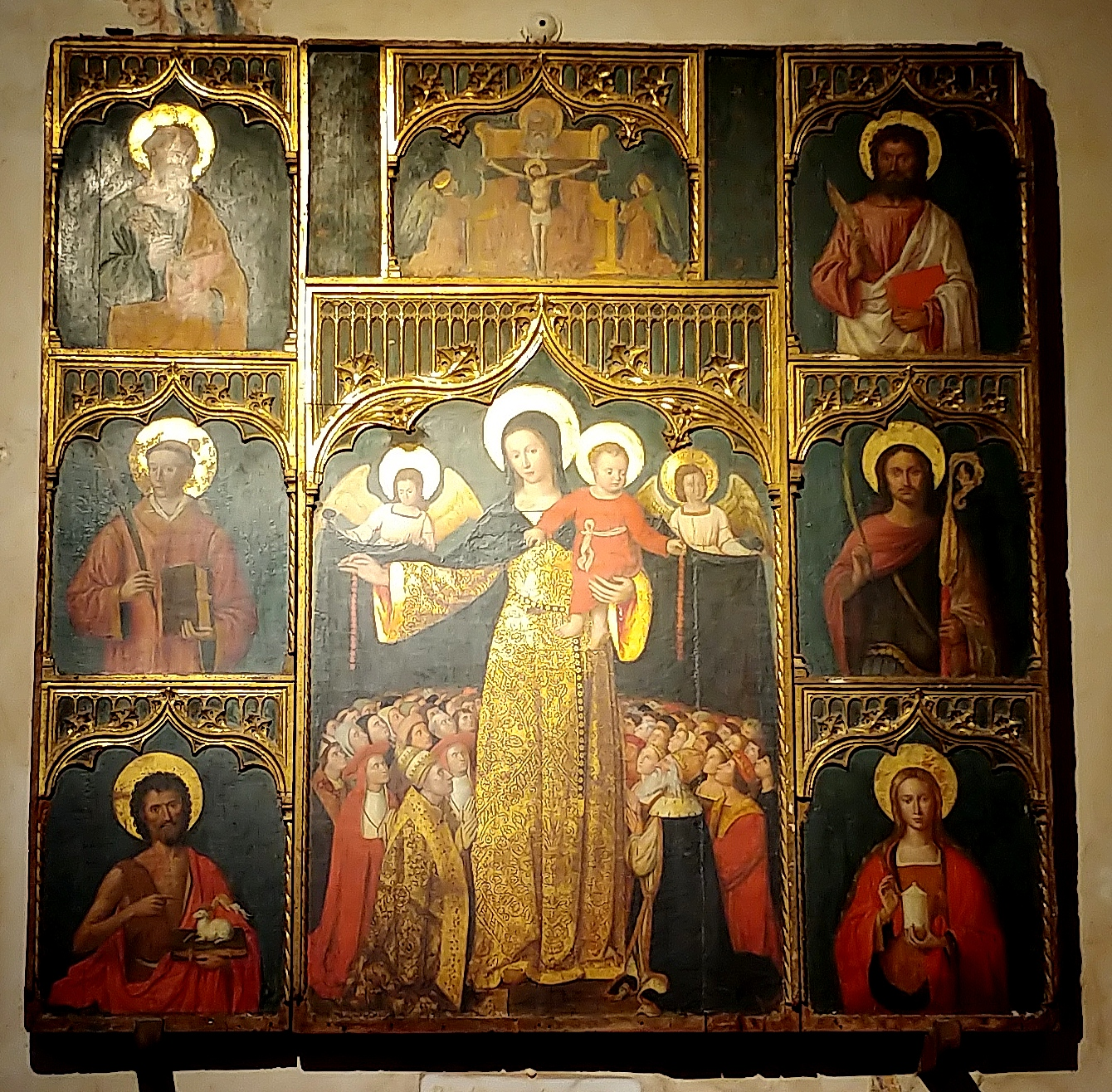
La Beata Vergine del Rosario.

- La Confraternita del Santissimo Sacramento, eretto da tempo immemorabile », assicura un servizio ecclesiastico nel comune. I confratelli sono vestiti di " Penitenti Bianchi » e accompagnare il Santissimo Sacramento durante le processioni : a loro infatti è riservata la tribuna delle chiese. È anche qui che recitano l'ufficio e dove si trovano le loro insegne, come croci, lanterne e bastoni. È composto da 25 uomini e 64 donne. ; i fondi sono gestiti dalla chiesa parrocchiale[22].
- La Confraternita del Santo Rosario ha lo scopo di promuovere la devozione alla Beata Vergine attraverso la recita del Rosario . Fu eretto il 3 ottobre 1831 per decreto di monsignor Billiet e vi si aggiunsero 80 membri. Detto stabilimento consente anche di amministrare le rendite finanziarie previste. Dovete sapere che questa confraternita è principalmente dedicata alle donne e alle ragazze della parrocchia. La fusione tra le confraternite dei Carmelitani e del Rosario avvenne molto presto ad Orelle : inoltre, in ognuna delle due chiese del comune (le chiese di Saint-Maurice d'Orelle e Sainte-Marguerite d'Orelle ), c'è un altare del Rosario e un altare dei Carmelitani [31] .
- La Confraternita del Sacro Cuore di Gesù conta 75 associati ed è stata fondata nel 1832.
- La Confraternita del Sacro Cuore di Maria è stata creata l'8 aprile 1831 ed è composta da 87 devoti.
- La Confraternita di Notre-Dame-des-Carmes conta 220 membri e risale al 1832[22].
- La Confraternita della Buona Morte fu eretta il 15 agosto 1853 e riunì 266 associati.
- La Confraternita del Rosario Vivente conta 150 associati ed è stata creata il 10 ottobre 1872.
- La Confraternita della Propagazione della Fede.
- La Confraternita del Denario di San Pietro [31] .

## Eredità
Dal punto di vista del patrimonio, Le Chef-lieu d'Orelle ospita numerosi monumenti e creazioni storiche.

### Chiesa di Saint-Maurice d'Orelle e cappelle vicine

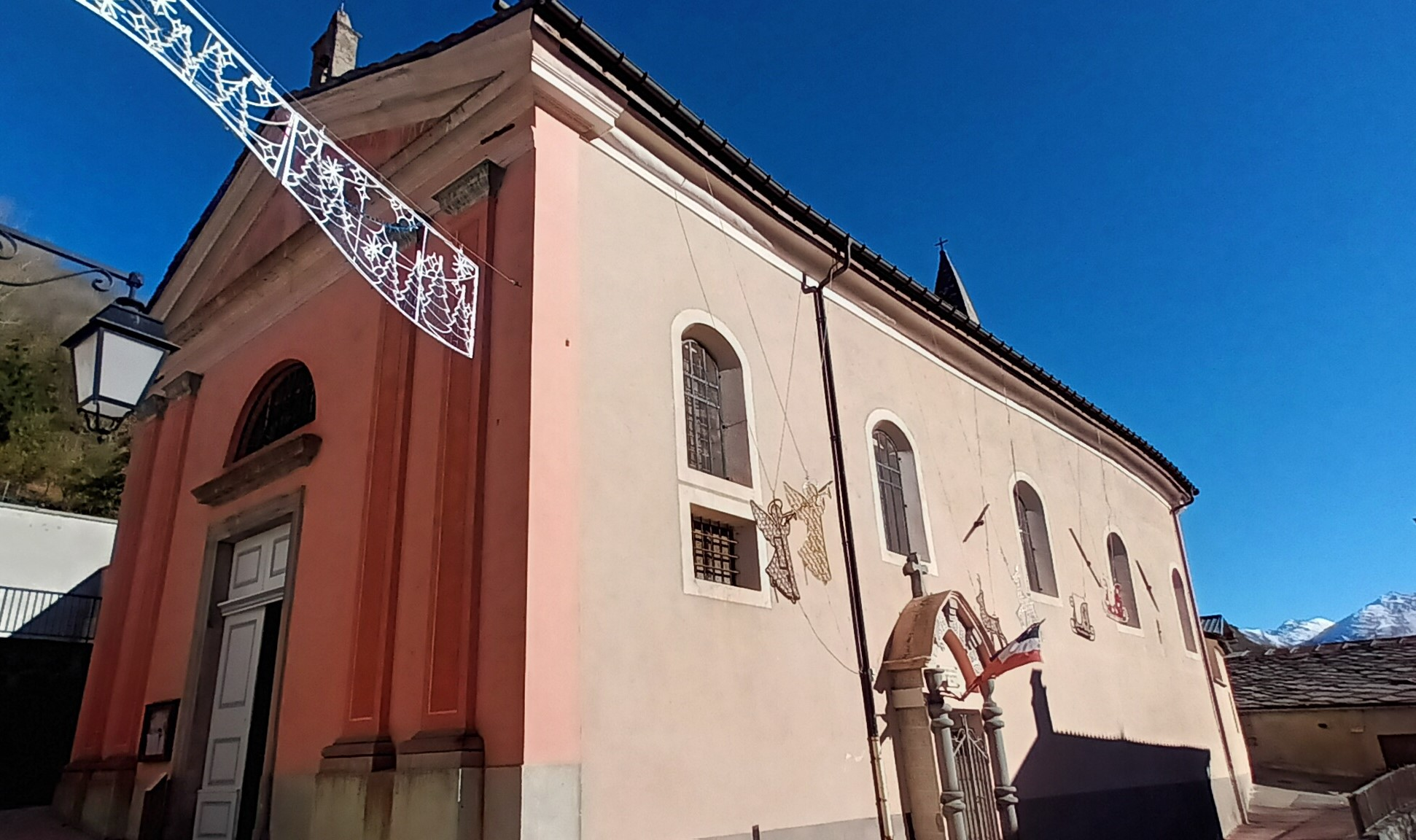
La chiesa parrocchiale barocca di Saint-Maurice d'Orelle si trova nel centro del paese[23].
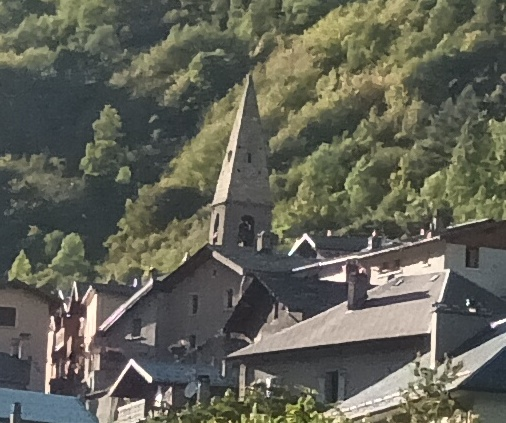
Campanile della chiesa sporgente dal paese.
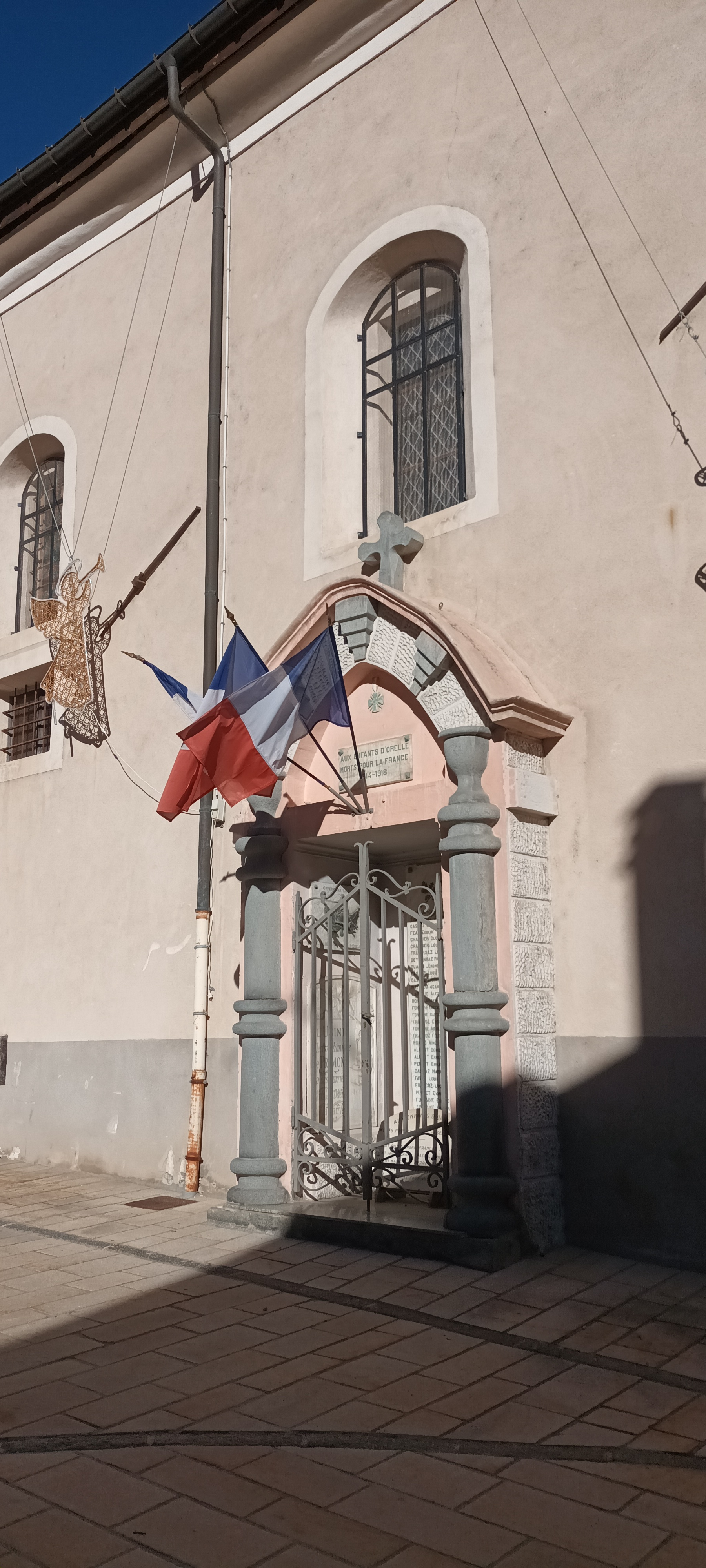
Stele della chiesa.
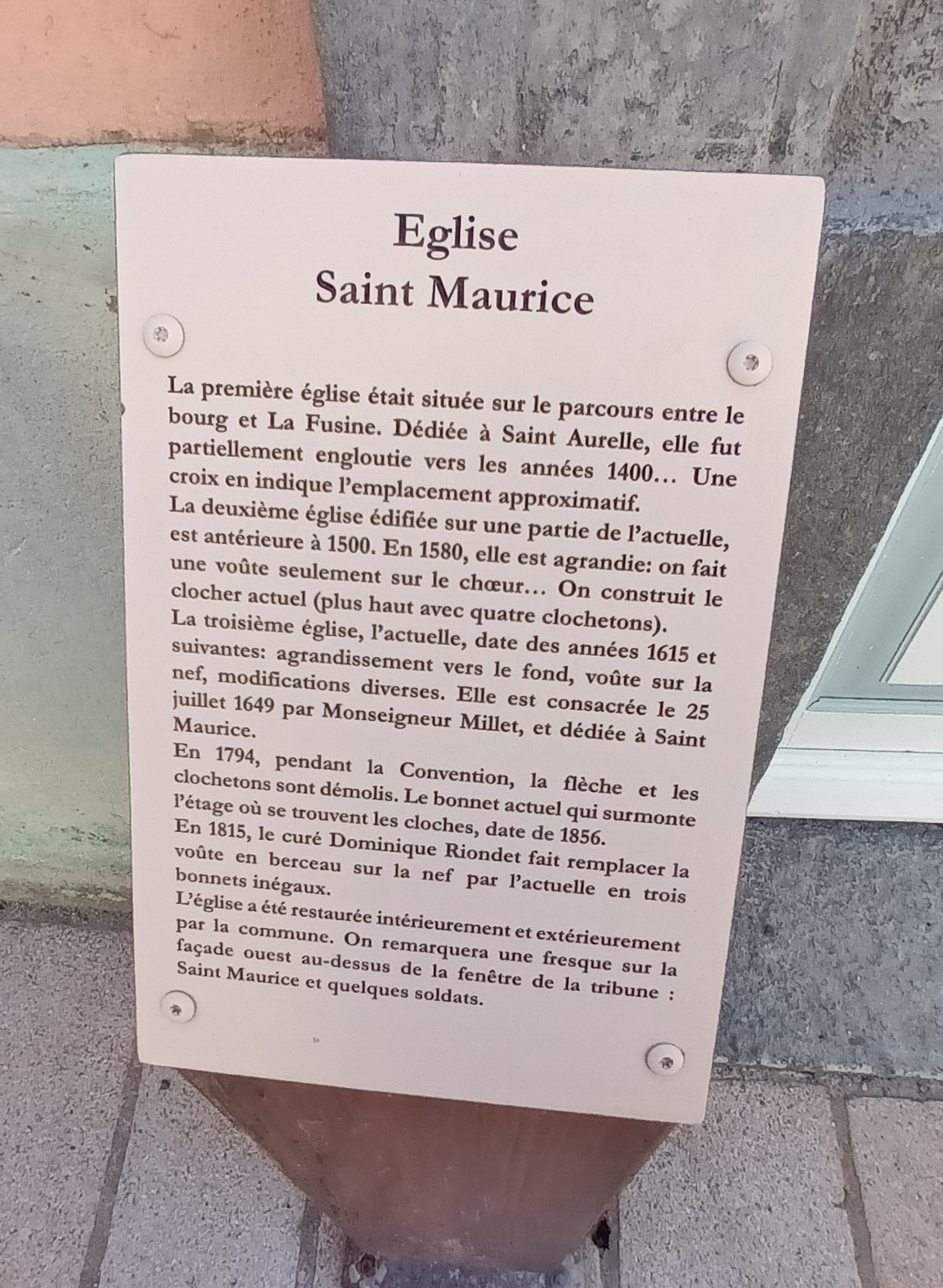
Targa storica comunale dell'edificio.
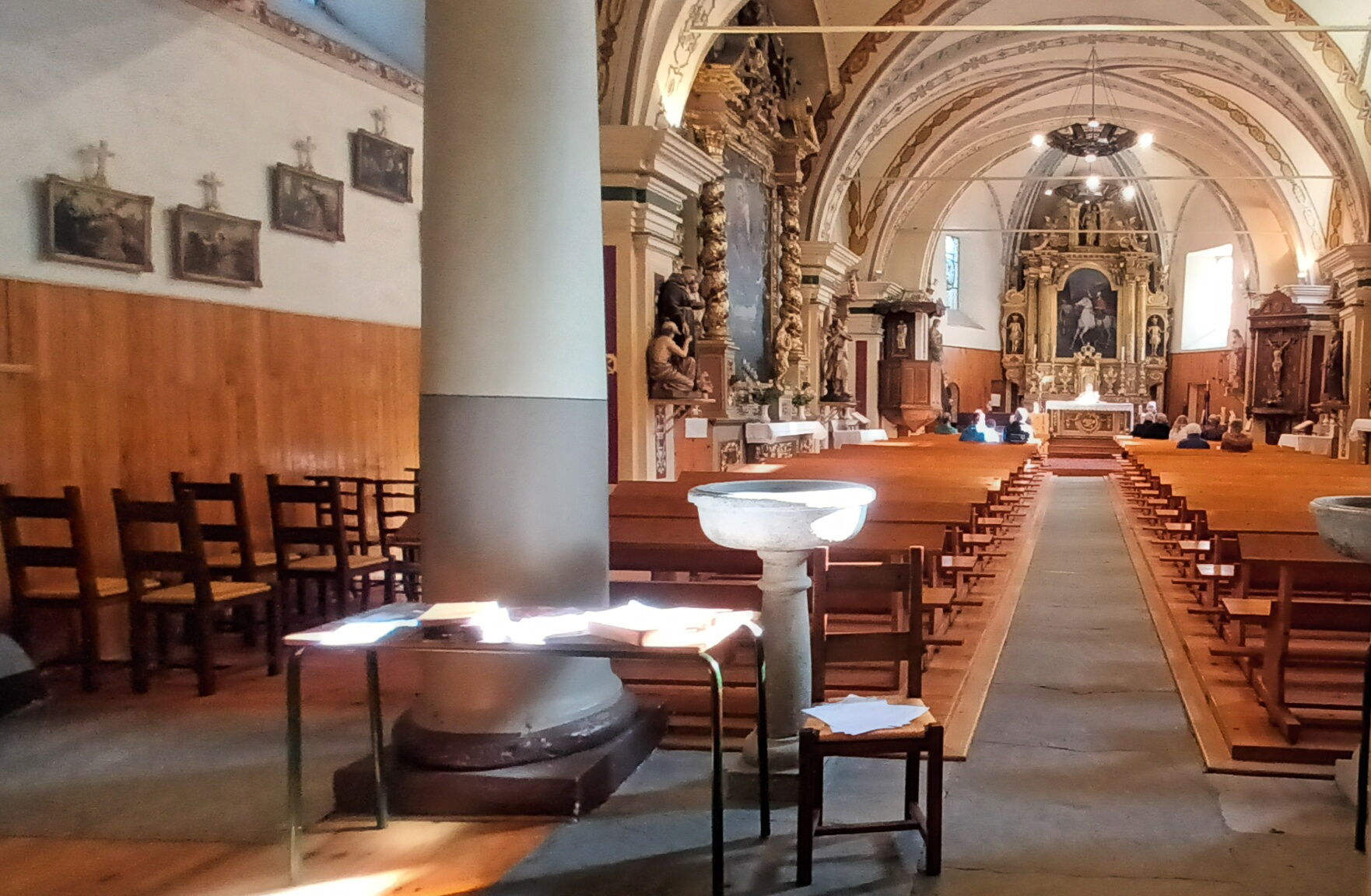
La cappella di Saint-Roch d'Orelle si trova ad ovest della suddivisione del capoluogo di Orelle ( 45° 12′ 37″ N, 6° 31′ 47″ E ).
- La cappella di Saint-Jean-Baptiste è costruita all'ingresso orientale del villaggio.  - Chiesa di Saint-Maurice d'Orelle.
  - Campanile della chiesa sporgente dal paese.
  - Stele della chiesa.
  - Targa storica comunale dell'edificio.
  - Interno della chiesa di Orelle.

### Cimitero e croci di Orelle costruiti nei pressi del paese

#### Il cimitero di Orelle
Il cimitero di Orelle, uno dei due cimiteri del comune di Orelle, si trova all'estremità occidentale dell'abitato. La sua storia inizia nell'anno 1412, poiché fino a quella data, l'unico cimitero di Orelle si trova tra il Capoluogo di Orelle e La Fusine, nel luogo attuale dove è costruita una grande croce in legno, denominata croce di Sainte- Anna. Questo vecchio cimitero era poi annesso alla chiesa di Saint-Aurelle, un edificio che quell'anno era stato sepolto da valanghe di pietre. Con la costruzione della chiesa di Saint-Maurice d'Orelle, poi del nuovo edificio della parrocchia di Saint-Maurice d'Orelle, il cimitero di Orelle fu ricostruito intorno,.

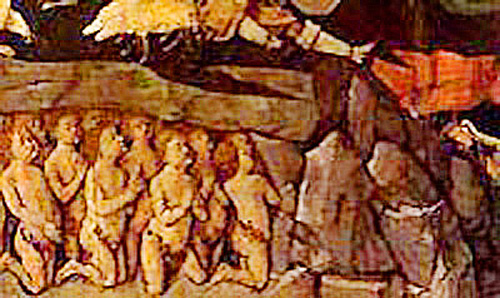
Raffigurazione dell'arto dei bambini nell'Incoronazione della Vergine (1454) di Enguerrand Quarton.

Bisogna attendere il XVIII secolo affinché la sua storia subisca un movimento. Nel 1735, infatti, il cimitero era costituito da due file di tombe (una intorno alla chiesa, l'altra a sud) separate da un sentiero. Una testimonianza scritta (dagli archivi della parrocchia di Saint-Maurice d'Orelle) dell'abate Georges Riondet (allora parroco di Orelle) indica che « ogni lunedì dell'anno si fa la processione dei defunti intorno alla chiesa e, al ritorno, si celebra la preghiera per i defunti » . Tuttavia, nel 1780, non esiste più alcuna sepoltura a nord della chiesa di Saint-Maurice d'Orelle; tuttavia, ci sono due file di tombe a ovest della chiesa e una terza fila più corta a sud. Inoltre, l'est della chiesa è oggetto di un piccolo cimitero dove sono sepolti i bambini non battezzati del comune. : Cimitero del Limbo . Il suddetto parroco di Orelle ha una tomba ad ovest della chiesa, essendo stato parroco dal 1723 al 1775 nella parrocchia di Saint-Maurice d'Orelle (originaria di Saint-Julien-Mont-Denis). Gli archivi parrocchiali rivelano un'antica pergamena che indica che a ciascuna estremità del sentiero che attraversa il cimitero a sud della chiesa c'è una porta molto decorata : « a ovest, verso casa Francoz ; ad est, verso i giardini di Saint-Maurice (questa porta più imponente era chiamata "il portale ") ; in alto, a sud della casa della Confraternita, c'è una porta a lucernario »,.

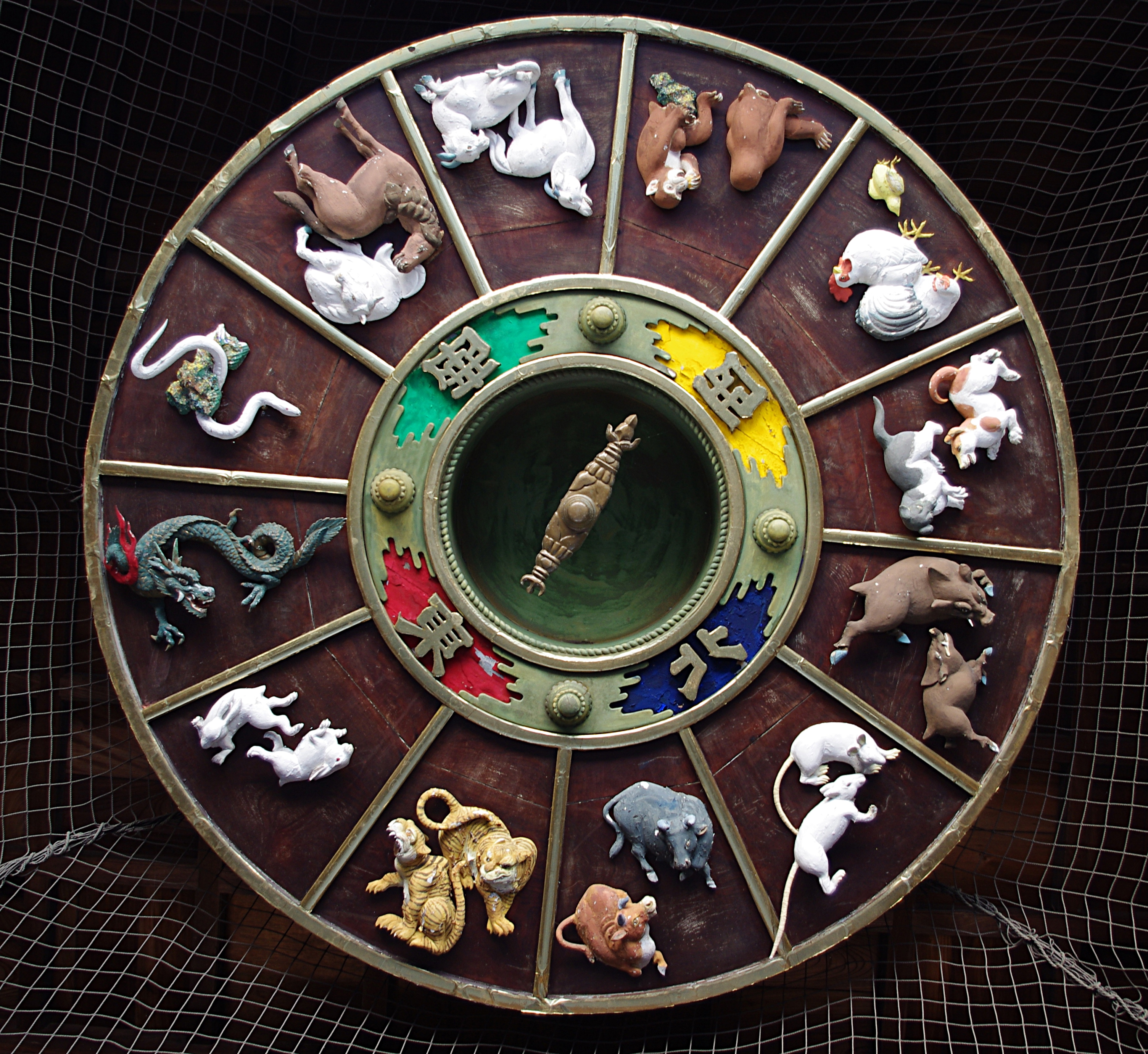
I rami terreni.

Un passo importante nella storia di questo cimitero ebbe luogo nel 1820. Infatti, il 1° luglio di quest'anno, un nuovo cimitero è stato benedetto dal reverendo Jean-Baptiste Dufour (che fu parroco di Orelle dal 1820 al 1826), nel luogo dove (ancora oggi) si trova la Croce delle Palme . In realtà, fino a quest'anno, la benedizione dei rami si svolge davanti a questa croce di pietra tagliata, che si trova su un campo della Confraternita. Dopo i festeggiamenti, si è svolta la processione presso la chiesa. Dal 1821, la benedizione della Domenica delle Palme è stata celebrata nella cappella Saint-Jean-Baptiste, a est del villaggio. I defunti vengono sepolti in questo nuovo cimitero e, poiché le famiglie riconoscono le tombe dei loro parenti nel vicino vecchio cimitero, le ossa vengono trasferite lì. L'intera operazione fu dichiarata conclusa nel 1827 ; l'anno successivo non vi era più traccia del vecchio cimitero sostituito,.
Nel 1829 la porta della sagrestia della chiesa (che si affaccia sul cimitero detto Limbo) fu sostituita da una vetrata. Tuttavia, nel 1971, durante l'incendio del Cinq-Sept a Saint-Laurent du Pont, al posto di questa nuova finestra sacristica fu creata una porta d'emergenza che ridiventò così una porta come prima del 1829, la1er novembre 1971.
Ma alcune tombe sono state dimenticate. Per questo, durante i recenti lavori di viabilità del Comune, sono state ancora ritrovate ossa. Questi sono stati tutti definitivamente trasferiti nel cimitero di Orelle.

#### Le croci costruite vicino al villaggio
- La croce di Sainte-Anne è una croce boscosa costruita sul sito della chiesa di Saint-Aurelle e del suo cimitero.
- La croce di Saint-Roch è una croce di metallo posta all'ingresso della cappella di Saint-Roch a Orelle.
- La Croce delle Palme è la croce cementata e demolita al centro del cimitero di Orelle.